# Línea 210 (Montevideo)
La línea 210 fue una línea urbana de Montevideo que unía la Curva Tavárez en Villa del Cerro con Malvín.

## Historia
Fue una línea creada en los años cuarenta y otorgada inicialmente  a la compañía Transporte Urbano S.A en 1947 quien la operó inicialmente con vehículos Daimler con carrocerías realizadas en los talleres de Ambrois & Cía. El 18 de enero de 1949 la línea  fue adquirida por la Administración Municipal de Transporte la cual fue su principal operadora hasta el año 1975.
Al igual que la línea 202  fueron las únicas líneas urbanas en tener la centena dos en su numeración. Ya qué tal denominación es característica de los servicios suburbanos.   